# Emily Rushton
Emily Rushton, född 1850, död 30 juni 1939, var en brittisk bågskytt. Hon deltog vid olympiska sommarspelen 1908.